# Acathartus mizoramensis
Acathartus mizoramensis is een keversoort uit de familie spitshalskevers (Silvanidae). De wetenschappelijke naam van de soort werd in 1998 gepubliceerd door Pal & Halstead.